# Воробьёв-Десятовский, Николай Владимирович
Николай Владимирович Воробьёв-Десятовский (29 марта 1954 — 12 июля 2019) — известный российский учёный, доктор химических наук, профессор, специалист в области гидрометаллургии цветных и драгоценных металлов.

## Биография
Родился 29 марта 1954 года в семье Владимира Святославовича Воробьёва-Десятовского, советского индолога,
кандидата филологических наук, крупнейшего в СССР знатока индийской палеографии, и
Воробьёвой-Десятовской Маргариты Иосифовны, советского и российского востоковеда, специалиста по
центральноазиатским рукописям, кандидата филологических наук, доктора исторических наук.
По отцовской линии происходит из российского дворянского рода Саблеров, правнук
действительного тайного советника, статс-секретаря, обер-прокурора Святейшего Синода
Владимира Карловича Саблера.
В 1971 году окончил ленинградскую 281 школу.
В 1977 окончил Ленинградский технологический институт (ЛТИ) по специальности «Технология естественных
радиоактивных элементов».
В 1978 году поступил в очную аспирантуру ЛТИ и в 1981 году защитил кандидатскую диссертацию на тему «Синтез и исследование новых типов комплексных соединений платины (II) с тиоамидными лигандами» в Ленинградском технологическом институте им. Ленсовета.
В 1981 году женился на Вере Леонидовне Ефимовой, в 1983 году у них родилась дочь - Наталья Николаевна Воробьёва-Десятовская.
В 1994 защитил докторскую диссертацию на тему «Явление транс-элиминирования лигандов из комплексов платины, индуцированное окислением» и в течение ряда лет возглавлял химическую лабораторию в Институте военной медицины ВМА
им. С. М. Кирова.
С 1998 года работал в компании Полиметалл, где организовал центр научно-технологических исследований и возглавил управление гидрометаллургии.
Под его руководством были разработаны технологии извлечения золота и серебра из руд месторождений Северного Урала,
Хабаровского края и Магаданской области, Чукотки и Казахстана. Особое внимание уделялось
процессу автоклавного вскрытия упорных золотых концентратов, что нашло практическое применение на Амурском гидрометаллургическом комбинате.
Николай Владимирович Воробьёв-Десятовский внес огромный вклад в развитие компании.
В 2007 году получил звание профессора, был членом диссертационного совета при Санкт-Петербургском государственном технологическом институте.
Скончался 12 июля 2019 года после тяжелой болезни.

## Научная деятельность
Основным направлением исследований Воробьёва-Десятовского была гидрометаллургия драгоценных металлов, в частности разработка эффективных технологий переработки руд с низким содержанием золота и серебра.
Был членом Северо-Западного отделения научного совета РАН по аналитической химии. 
Внёс значительный вклад в изучение аурофильных взаимодействий — особых сил притяжения между атомами золота.
Эти исследования помогли лучше понять природу химических соединений золота и улучшить процессы его извлечения.
Являлся членом редакционных коллегий "Журнала прикладной химии" журнала «Цветные металлы».
Автор более 130 публикаций, а также ряда патентов и изобретений.

## Память
В 2019 году крупнейший в мировой золотодобывающей промышленности автоклав, установленный на Амурском гидрометаллургическом комбинате, был назван в честь Николая Владимировича Воробьева-Десятовского.